# Francisco I das Duas Sicílias
Francisco I (em italiano: Francesco Gennaro Giuseppe Saverio Giovanni Battista; Nápoles, 19 de agosto de 1777 – Nápoles, 8 de novembro de 1830) foi o Rei das Duas Sicílias de 1825 até sua morte. Era filho do rei Fernando I das Duas Sicílias e da rainha Maria Carolina, nascida arquiduquesa Maria Carolina da Áustria.
Casou com a arquiduquesa Maria Clementina da Áustria, filha do imperador Leopoldo II em 1796. Com a morte desta casou com a infanta Maria Isabel da Espanha, filha de Carlos IV.
Membro da casa dos Bourbon de Nápoles e da Sicília em 1806, Francisco foi nomeado regente do reino em 1812. Com a derrota de Napoleão Bonaparte em 1815 Fernando I retornou a Nápoles. Os reinos de Sicília e Nápoles foram fundidos em um novo, o Reino das Duas Sicílias, em 1816. Francisco assumiu então o título de Duque de Calábria.
Sua descendência foi numerosa e se vinculou em várias casas reinantes do século XIX:

## Biografia

### Duque da Calábria
Nascido no Palácio Real de Nápoles em 19 de agosto de 1777, ele foi o segundo filho de Fernando IV de Nápoles e Maria Carolina da Áustria. Depois que seu irmão mais velho, Carlo Tito, morreu prematuramente em dezembro de 1778, Francisco se tornou herdeiro do trono de Nápoles e Sicília. Titulado com o título de Duque da Calábria, recebeu, ao contrário de seu pai, educação adequada e precisa, sob a orientação de tutores qualificados, como o físico apuliano Giuseppe Saverio Poli ou o cardeal Domenico Orsini de Aragão, duque de Gravina. O interesse pelas ciências naturais, bem como pela história, foi incutido no jovem herdeiro do trono, enquanto ele mostrava pouco interesse pelo latim e outras humanidades; entusiasta da botânica, escreveu, segundo o poeta napolitano Giulio Genoino, duas obras sobre o assunto: Istruzione per la coltura della pianta del cartamo e Memoria sulla coltura ed uso dell'erba dell'abbondanza.

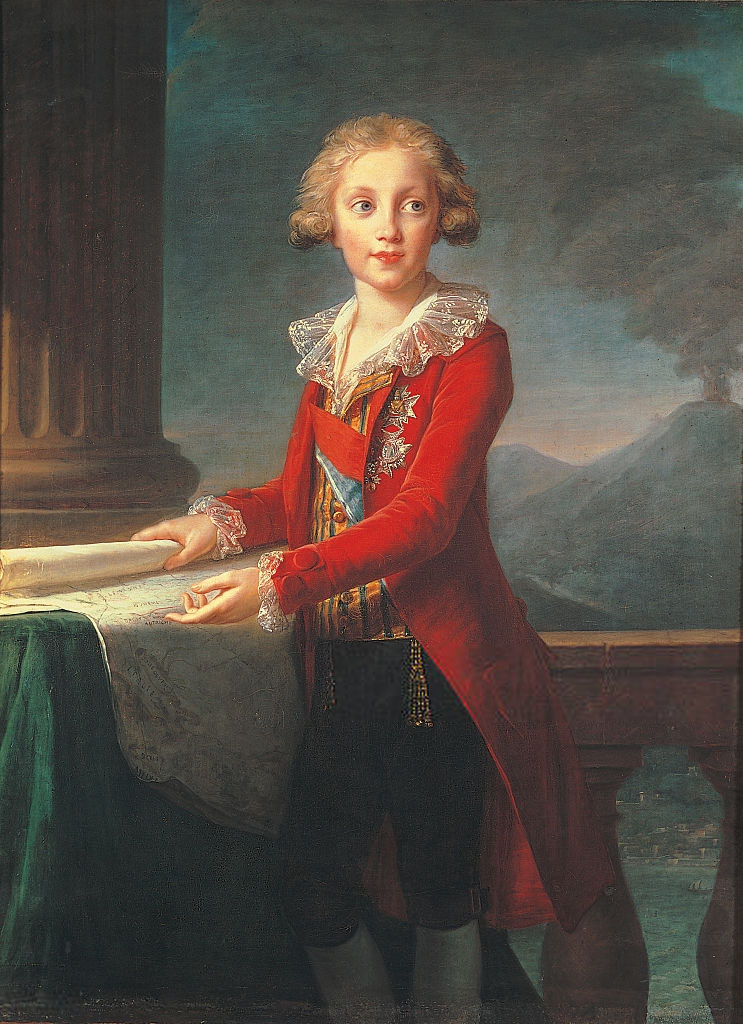
Francisco em 1790. Retrato de Élisabeth Vigée-Lebrun.

Quando, em 1795, aos dezoito anos, Francesco foi admitido a participar das reuniões do Conselho de Estado; fraco e indeciso, durante seu período como príncipe herdeiro nunca confrontou seus pais, sempre seguindo todas as diretrizes. Sua mãe era determinada e autoritária. Para isso, aceitou o casamento, arranjado por Maria Carolina, com a arquiduquesa Maria Clementina da Áustria, filha do imperador Leopoldo II, primo de Francisco. O casamento ocorreu em Foggia em 25 de junho de 1797 e fazia parte da aliança entre o Reino de Nápoles e a corte vienense, exatamente quando os ideais da Revolução Francesa estavam se espalhando pela Europa. O casamento por procuração celebrou-se a 19 de setembro de 1790, durante um período turbulento causado pelas Guerras Napoleónicas na península Itálica e o casamento em pessoa acabaria por não acontecer durante muitos anos. Quando houve uma trégua com a França, Maria viajou finalmente para Nápoles em 1797. Uma fragata recebeu-a em Trieste e a sua nova família esperava por ela em Foggia onde se celebrou o casamento a 26 de junho de 1797. Foi uma cerimónia simples, visto que ainda se tratava uma guerra.
Em dezembro de 1798, o duque da Calábria participou com seu pai na expedição napolitana que deveria derrubar a República Romana, estabelecida em Roma pelos franceses, para restaurar o poder temporal do papa, que no entanto terminou em um desastre militar. A consequência foi a invasão do Reino de Nápoles pelas tropas francesas da General Championnet em janeiro de 1799. Fernando, diante do avanço francês, preferiu abandonar a capital e embarcar em um navio inglês para se refugiar na Sicília, seguido por toda a família real, incluindo Francisco, enquanto a República Napolitana foi proclamada em Nápoles. Em Palermo, contrariamente às expectativas de sua mãe, o príncipe não se envolvia em política, evitando a vida na corte e dedicado apenas ao campo e a família. Em 1801, sua esposa Maria Clementina morreu e, alguns meses antes, o filho primogênito do casal, Fernando, também morreu. Francisco não participou ativamente da reconquista de Nápoles, apesar das exortações de seus pais e do cardeal Fabrizio Ruffo, líder do movimento Sanfedismo e protagonista na luta contra franceses e republicanos. Francisco voltou a Nápoles em 1801, como regente de Fernando, ainda na Sicília, permanecendo em Nápoles até junho de 1802, quando o pai retomou suas funções. Após a viuvez, Francisco decidiu se casar novamente com Maria Isabel de Bourbon, filha do rei Carlos IV da Espanha. O pai de Francisco e Carlos IV da Espanha eram irmãos, ambos filhos de Carlos III da Espanha e, portanto, Maria Isabel e Francisco eram primos. O casamento foi celebrado por procuração em 6 de julho de 1802 em Madrid, e o casal se casou pessoalmente a 6 de outubro em Barcelona. As festividades duraram até 12 de outubro, quando Maria Isabel e Francisco, deixaram Barcelona em direção a Nápoles. Esse casamento era desejado pelo pai de Francisco para renovar a aliança entre Nápoles e Madrif, cujas relações esfriaram, apesar da relação dinástica, devido às manobras de Maria Carolina para trazer o reino napolitano para a órbita da corte de Viena.
Em 1806, depois que os Bourbons tiveram que fugir novamente de Nápoles para Palermo devido à invasão francesa, Francisco foi nomeado regente pelo pai e não quis segui-lo até a Sicília; pelo contrário, ele tentou em vão organizar uma revolta popular em Basilicata e Calábria, até ter que abandonar a ilha com o restante das forças realistas. O trono de Nápoles foi para o irmão de Napoleão, José Bonaparte, que, após dois anos de governo, assumiu o título de rei da Espanha, enquanto em Nápoles ascendeu um novo governante, Joaquim Murat, cunhado do imperador francês.

### Regente do Reino da Sicília
Durante o período do segundo exílio, Francisco continuou a se dedicar às suas atividades favoritas, botânica e agricultura, implantando em sua propriedade de Boccadifalco uma vila agrícola modelo, onde foram experimentados novos sistemas de cultivo, irrigação e criação animal. Do ponto de vista político, o clima era muito tenso: a Sicília era defendida militarmente pela frota inglesa, enquanto os nobres e o povo siciliano estavam descontentes com os soberanos, porque estavam irritados pelo fato de que no primeiro período de exílio não queriam manter a corte em Palermo. Como resultado, tanto a nobreza, afetada em seus privilégios, quanto as pessoas comuns se recusaram a pagar mais impostos e gabelas para manter a corte de Bourbon. Na ilha, os Bourbons dependiam da proteção do enviado inglês à Sicília, Lorde William Bentinck.
Fernando convocou o Parlamento da Sicília em 1810, formado pelas três estados tradicionais da nobreza, o clero e as cidades estatais, tentando obter dele a tradicional "doação" para manter as forças armadas e contribuir para a segurança do reino. Diante da recusa, o rei impôs um novo imposto sobre a renda sem a aprovação da assembléia. Francisco participou dessa decisão quando, em 1811, presidindo um Conselho de Estado, foi decidido prender e deportar os líderes da oposição aristocrática, provocando uma revolta na ilha. Além disso, as relações com os britânicos estavam malogrando, também por causa dos enredos da rainha.
Não desejando ceder ao parlamento, em 16 de janeiro de 1812, Fernando nomeou seu filho, regente do Reino, para governar a Sicília em seu lugar, enquanto Fernando se retirou para sua propriedade de caça, em Ficuzza, perto de Corleone, onde permaneceu até 1815.
O príncipe Francisco foi ladeado por um governo presidido inteiramente por membros da nobreza siciliana, liderada por um idoso conselheiro de Estado, enquanto o comandante em chefe das forças militares sicilianas teria sido o próprio Bentinck, que tinha em mente dar à monarquia siciliana um estrutura constitucional no modelo inglês. Em vez disso, foi elaborada uma nova Constituição inspirada na de Cádiz, que previa a separação dos poderes entre o rei e seu governo, que manteria o executivo; O Parlamento, agora dividido em uma Câmara dos Iguais e um dos Municípios, que teria poder legislativo; o judiciário, formalmente independente, que administraria o judiciário. Então, como vigário regente, Francisco, em 12 de julho de 1812, promulgou a primeira constituição siciliana, de inspiração espanhola e adaptada às necessidades locais.
Como regente, no entanto, Francisco teve que lutar entre o desejo de não contradizer os pais e a necessidade de cumprir os desejos do aliado inglês, sem cuja frota a defesa da Sicília era impossível. Para isso, ele teve que aceitar, em junho de 1813, a deportação de Palermo de sua mãe Maria Carolina, acusada por Bentinck de conivência com o inimigo e enviada a Viena, onde morreu alguns meses depois.
Depois que a coalizão anti-Napoleônica conseguiu derrotar Napoleão em julho de 1814, seu pai conseguiu introduzir reformas na Constituição que efetivamente o limitavam, desta vez sem a intervenção do aliado inglês, também porque o inflexível Bentinck havia sido chamado de volta a Londres.
Então, quando em maio de 1815, Fernando decidiu voltar a Nápoles, deixou seu filho em Palermo como regente do Reino, cargo que ocupou até 1820: nessa condição, porém, as expectativas dos sicilianos, que esperavam restaurar a estrutura constitucional de 1812, foram frustradas. Foi aprovada a manobra de Fernando para unificar os dois reinos de Nápoles e Sicília no novo Reino das Duas Sicílias e tomando o nome de Fernando I das Duas Sicílias em 16 de dezembro de 1816, de acordo com os ditames do Congresso de Viena. Francisco então assumiu o título de duque da Calábria, reintroduzido para a ocasião. Durante sua experiência como regente, ele também teve méritos, como a reforma dos comandos militares sicilianos e os institutos de educação das mulheres e a melhoria da rede de estradas em torno de Palermo.

### Rei das Duas Sicílias

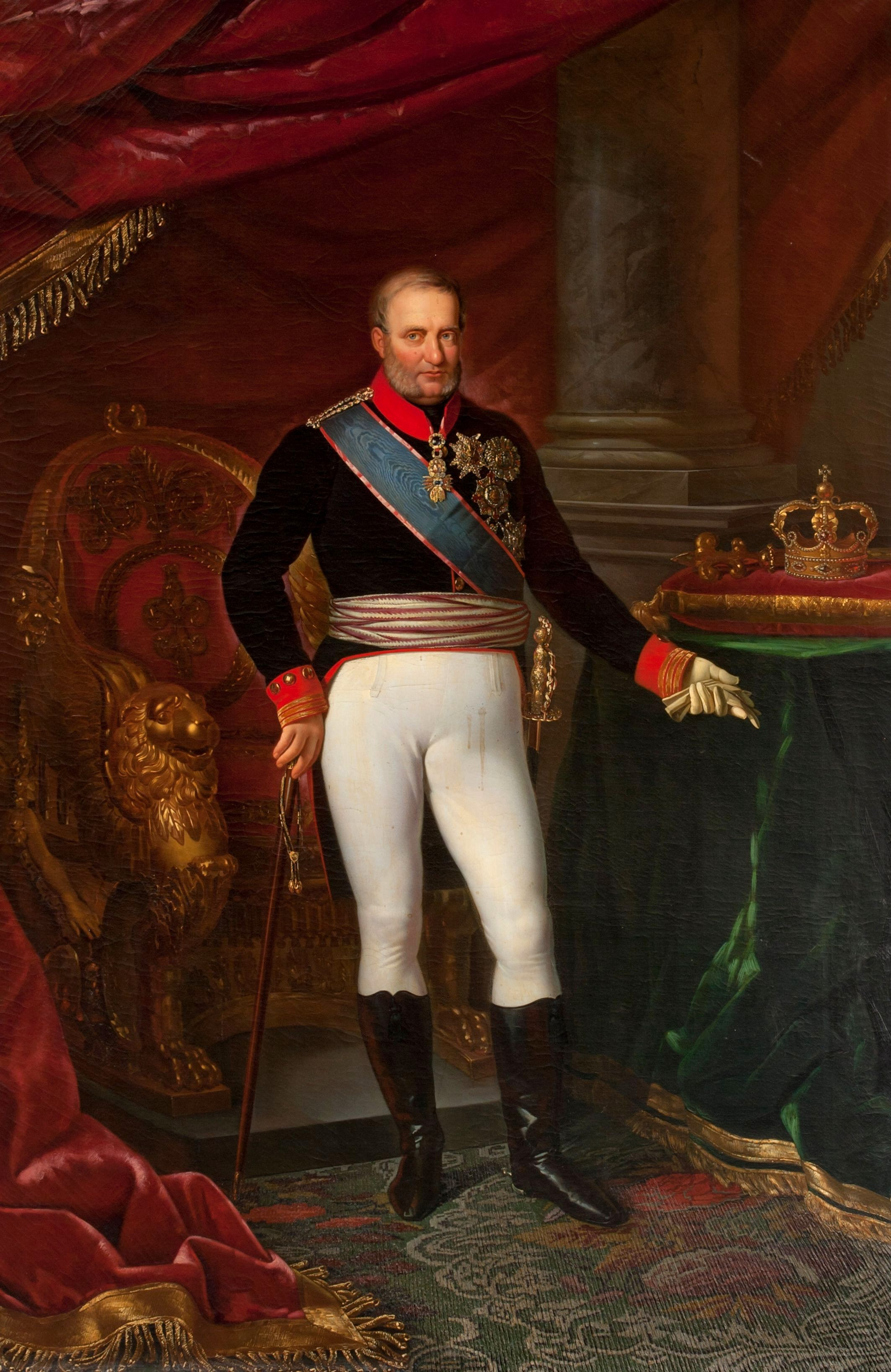
Retrato de Francisco c. 1827-1829, por Carlo de Falco.

Em 4 de janeiro de 1825, Fernando I morreu após um ataque de apoplexia aos 76 anos, após 66 anos de reinado. Ele foi sucedido pelo príncipe herdeiro, que subiu ao trono com o nome de Francisco I. Imediatamente, o novo soberano, negando seu passado liberal e, mostrando suas inclinações mais conservadoras e reacionárias, mantendo em grande parte a política de seu pai inalterada.
O novo soberano não estava muito interessado no governo, que ele deixou nas mãos de seus delegados e conselheiros: entre eles Caterina De Simone, a criada pessoal da rainha, e Michelangelo Viglia, seu criado pessoal, que, graças à sua influência e proximidade com os soberanos, estabeleceu um círculo de corrupção através da venda de prebendas, honras e encargos administrativos.  Durante o seu reinado, o governo do país permaneceu nas mãos do primeiro-ministro Luigi de 'Medici de Ottajano, que também era ministro de Finanças e Relações Exteriores. Francisco, de tendências moderadamente conciliatórias com os liberais, passou seus últimos anos cercado por soldados, com o medo constante de ser assassinado.
No mesmo período, o rei Francisco I partiu para a Espanha, juntamente com seu ministro Medici, para assistir ao casamento de sua filha Maria Cristina com o rei Fernando VII da Espanha, seu tio materno, celebrado em Madrid em 11 de dezembro de 1829. Foi durante sua estada em Madrid que seu ministro Medici morreu, em 25 de janeiro de 1830. No mesmo período, a Revolução de Julho eclodiu em Paris, o que levou à abdicação do rei Carlos X da França e à ascensão ao trono de Luís Filipe de Orleães. Com a queda do ramo francês dos Bourbons, muitos monarcas expressaram publicamente seu medo de uma monarquia "revolucionária", mas no final, vendo as inclinações moderadas do novo monarca, concordaram em reconhecê-lo como rei da França, incluindo Francisco I. Doente a algum tempo, Francisco morreu em 8 de novembro de 1830 em Nápoles, pouco depois de retornar da Espanha: diz-se que, no último delírio antes da morte, o moribundo gritou: Quais são essas vozes? o povo quer a constituição? dar a ele!. Ele foi sucedido por seu filho primogênito Fernando, como rei Fernando II das Duas Sicílias.

Família de Francisco I, em 1820
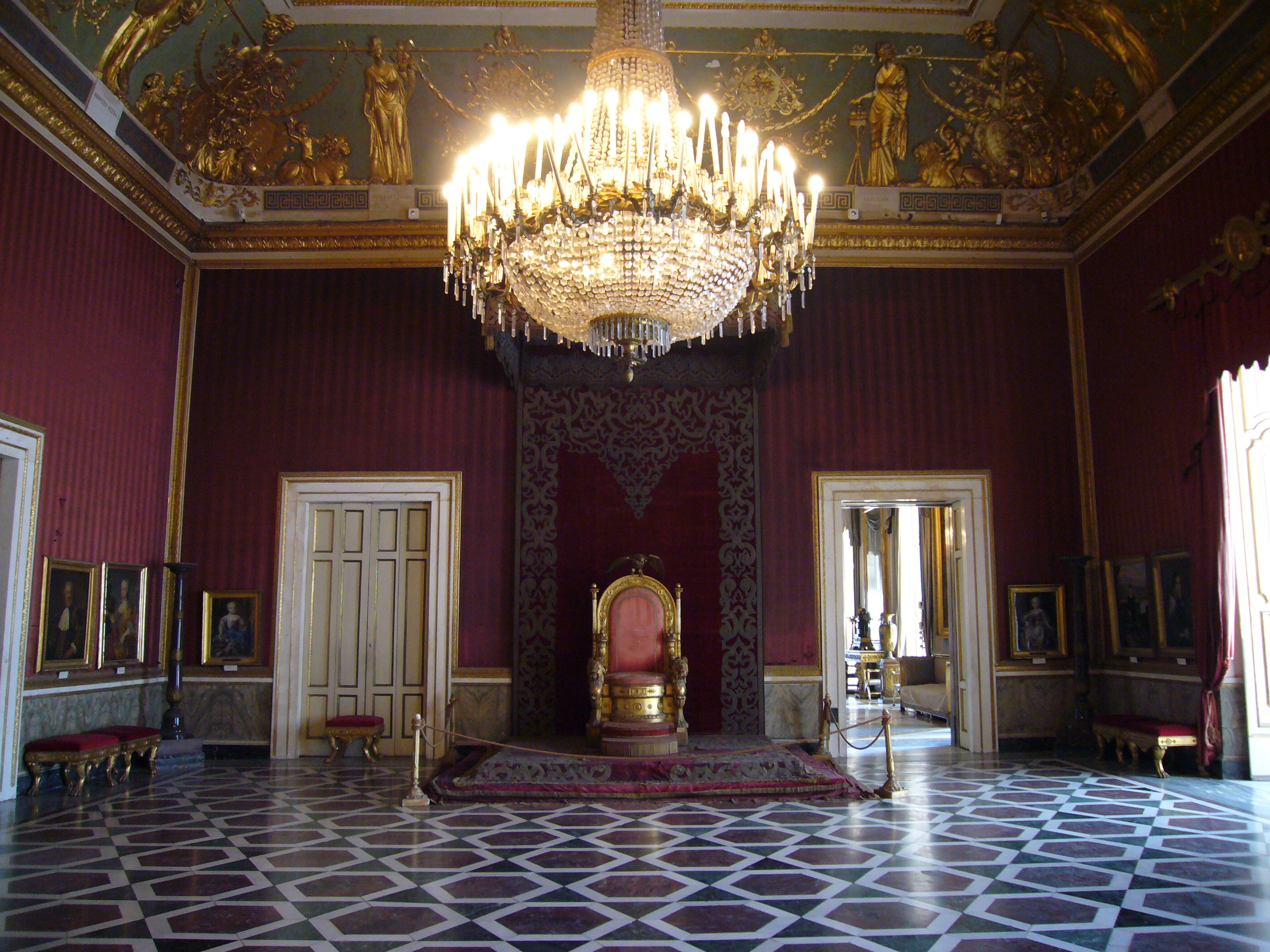
Sala do trono no Palácio Real de Nápoles
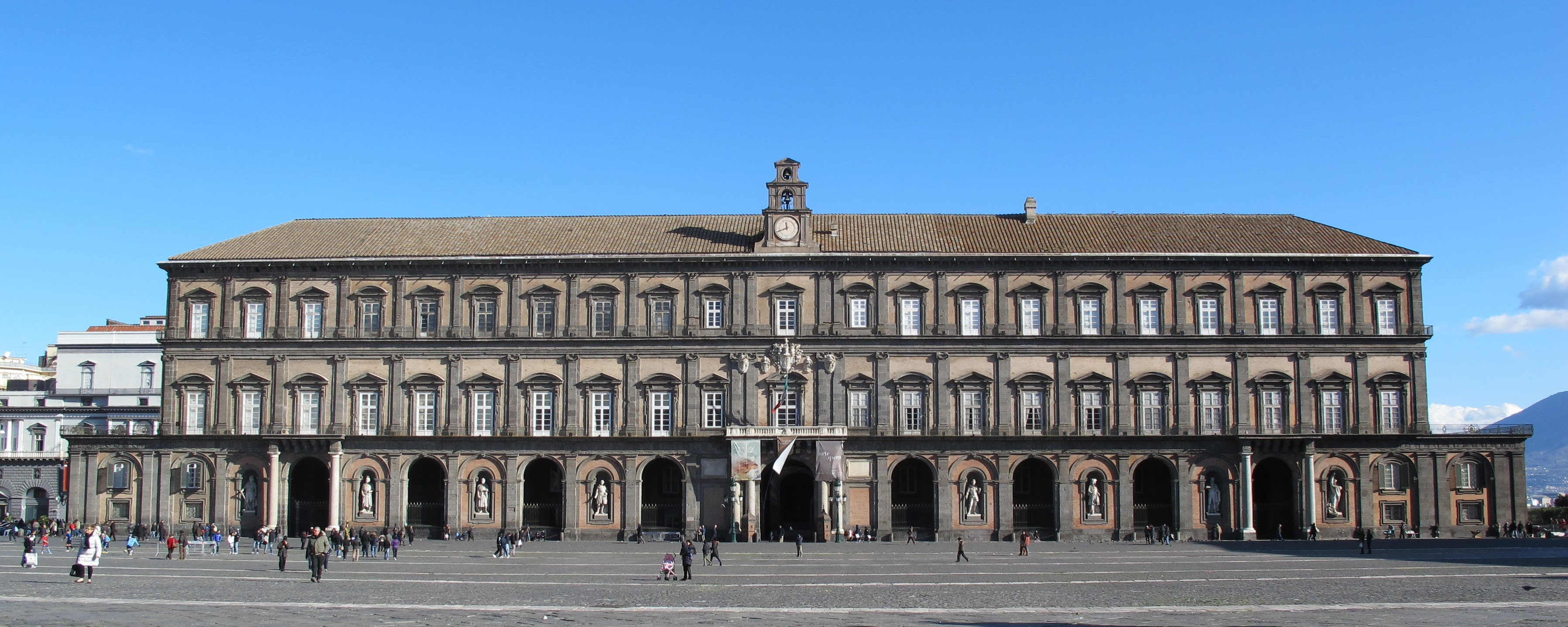
Palácio Real de Nápoles

## Descendência
Com Maria Clementina da Áustria:
- Carolina das Duas Sicílias (1798 - 1870), casada com Carlos Fernando, Duque de Berry; com descendência. Após a morte deste casou com Ettore, Conde Lucchesi Palli, Principe de Campofranco, Duque de Grazia; com descendência.
- Fernando (1800 - 1801).

Com Maria Isabel de Bourbon:
- Luísa Carlota (1804 - 1844), casada com seu tio o infante Francisco de Paula da Espanha; com descendência.
- Maria Cristina (1806 - 1878), casada com seu tio, Fernando VII de Espanha, irmão mais velho de sua mãe. Após a morte deste casou secretamente com Agustín Fernando Muñoz e Sánchez;
- Fernando II das Duas Sicílias (1810 - 1859);
- Carlos Fernando, Príncipe de Cápua (1811 - 1862), casado morganaticamente com Penelope Smyth;
- Leopoldo, Conde de Siracusa (1813 - 1860), casado com Maria, Princesa de Saboya-Carignano;
- Maria Antónia (1814 - 1898), casada com Leopoldo II, grão-duque da Toscana;
- Antônio, Conde de Lecce (1816 - 1843);
- Maria Amália (1818 - 1857), casada com o infante Sebastião de Portugal e Espanha;
- Maria Carolina (1820 - 1861), casada com o infante Carlos Luís da Espanha;
- Teresa Cristina (1822 - 1889), casada com Pedro II do Brasil; com descendência.
- Luís Carlos, Conde de Áquila (1824 - 1897), casado com a princesa Januária do Brasil; com descendência.
- Francisco, Conde de Trápani (1827 - 1892), casado com a arquiduquesa Maria Isabel de Áustria-Toscana.